# Roland Ratzenberger
Roland Walter Ratzenberger (Salzburgo, 4 de julho de 1960 – Bolonha, 30 de abril de 1994) foi um automobilista austríaco que chegou a correr em três provas da Fórmula 1. É lembrado por ter sido o primeiro piloto a morrer em um final de semana de um Grande Prêmio de Formula 1 desde o Grande Prêmio do Canadá de 1982, quando Riccardo Paletti morreu. Fazia-se também oito anos desde que Elio de Angelis morreu quando fazia testes em uma Brabham no Circuito Paul Ricard.

## Carreira

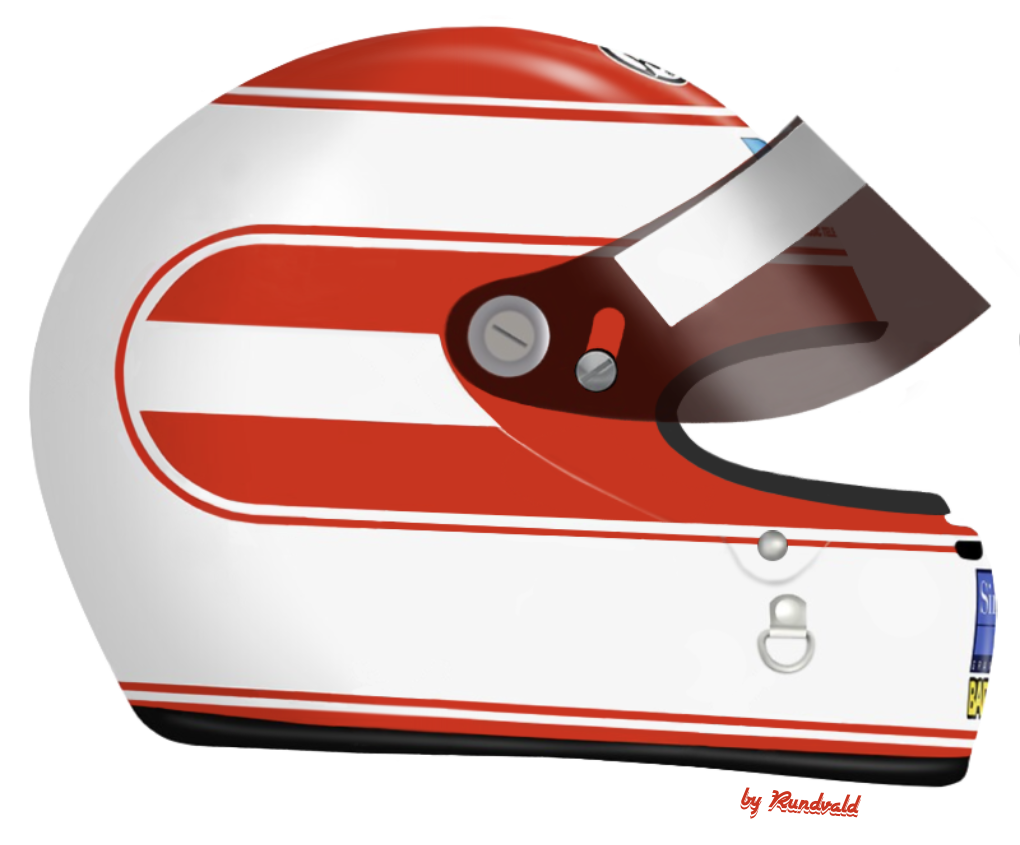
Capacete de Roland Ratzenberger

Antes de correr pela Simtek — uma das equipes da Fórmula 1 em 1994 — o piloto austríaco havia participado de diversas categorias do automobilismo internacional, sobretudo no Japão e na Inglaterra. Sua chance de correr na temporada de 1994 previa um contrato de cinco corridas para que ele mostrasse um bom desempenho.

A Curva Villeneuve, local onde Ratzenberger colidiu com seu carro no seu acidente fatal em Ímola

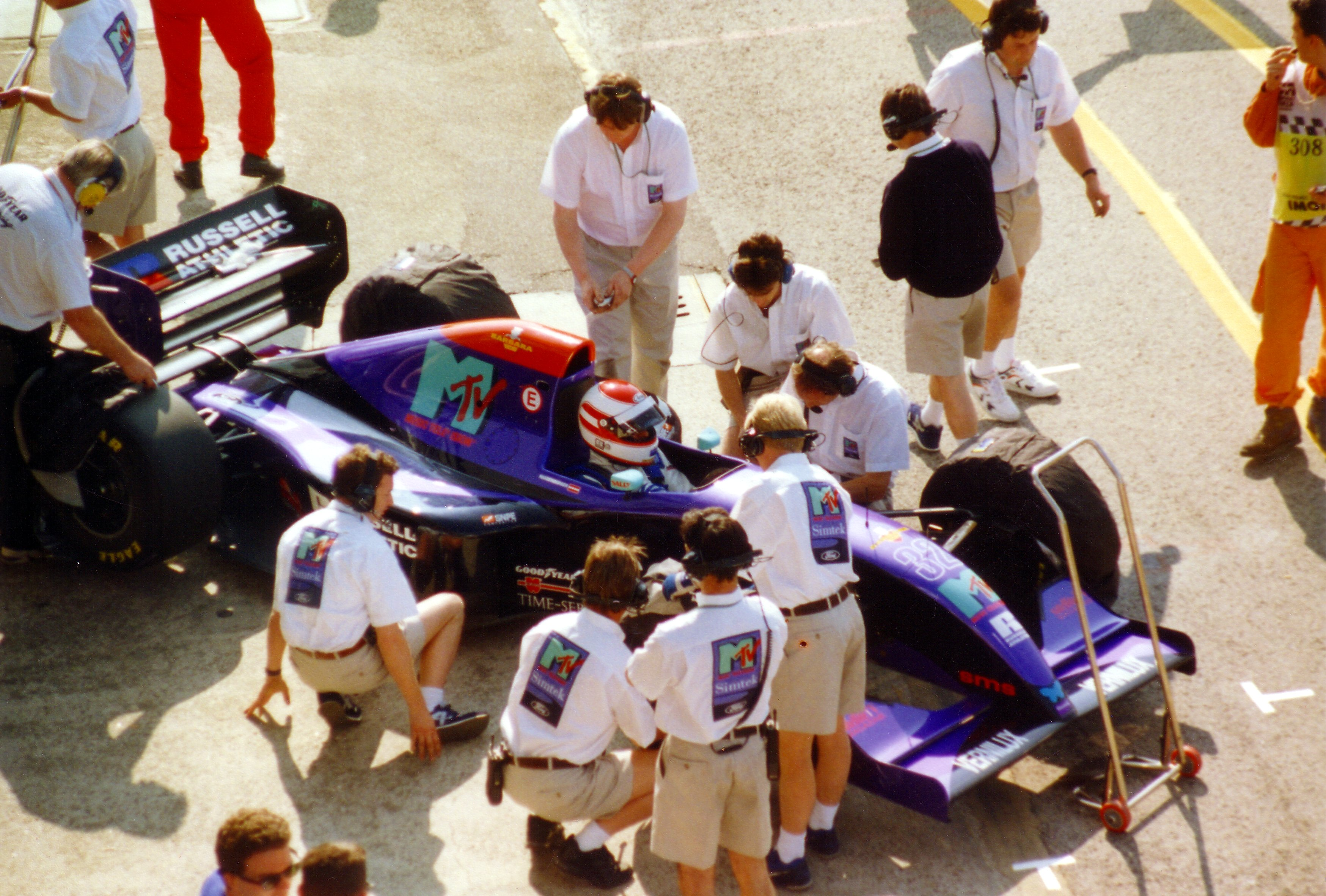
Roland Ratzenberger em seu último dia em Ímola

No início da temporada, ele dizia que não iria expor o carro a acidentes, já que a equipe encontrava-se em sérias restrições orçamentárias. No GP do Brasil, não conseguiu se classificar; em Aida, no Japão, obteve um bom desempenho: largou em 22º e chegou em 11º.

## Acidente fatal
No treino de qualificação para o GP de San Marino, Ratzenberger fazia uma tentativa de classificação quando, na entrada da veloz curva Villeneuve, a asa dianteira do Simtek soltou-se e o piloto, sem controle do carro, chocou-se violentamente contra o muro, a 314,9 km/h.
Ratzenberger teve fraturas múltiplas no crânio e no pescoço. Logo após o acidente, uma tentativa de reanimação cardíaca foi feita na própria pista. Sua morte foi anunciada oito minutos após o piloto ter dado entrada no Hospital Maggiore de Bolonha. Após o acidente, a Simtek anunciou que não iria se retirar da corrida, alegando que Roland gostaria que David Brabham, seu companheiro de equipe, participasse da corrida. Andrea Montermini, piloto de testes da Simtek, ocupou o lugar do austríaco.
As investigações do acidente geraram grande controvérsia especialmente porque, no dia anterior (sexta), Rubens Barrichello sofreu um acidente grave e no domingo, outro piloto morreria na mesma pista: Ayrton Senna. A discussão se concentra na determinação da hora e local da morte de Ratzenberger. Os organizadores da corrida e da FIA alegam que ele foi levado ainda com vida a Bolonha enquanto os investigadores alegam que ele teve morte instantânea ou, no mínimo, ainda dentro do circuito de Ímola. Segundo as leis italianas, se um esportista morrer durante um evento esportivo, o evento deve ser cancelado e todo o complexo desportivo colocado à disposição dos peritos até o fim da investigação que pode durar meses ou anos. Se isso tivesse acontecido, a morte de Senna teria sido evitada.
Por outro lado, as autoridades afirmam que tanto a FIA como a organização da prova tratou de retardar o anúncio da morte para evitar o cancelamento do evento e o consequente prejuízo que isso iria causar. No dia seguinte, o acidente que tirou a vida de Senna seria tratado da mesma forma.

### Fórmula 1
(legenda) 
| Ano  | Nome Oficial da Equipe | Chassi      | Motor               | Pneus | 1      | 2      | 3       | 4   | 5   | 6   | 7   | 8   | 9   | 10  | 11  | 12  | 13  | 14  | 15  | 16  | Pontos | Posição  |
| ---- | ---------------------- | ----------- | ------------------- | ----- | ------ | ------ | ------- | --- | --- | --- | --- | --- | --- | --- | --- | --- | --- | --- | --- | --- | ------ | -------- |
| 1994 | MTV Simtek Ford        | Simtek S941 | Ford Cosworth HB V8 | G     | BRA NQ | PAC 11 | SMR DNS | MON | ESP | CAN | FRA | GBR | GER | HUN | BEL | ITA | POR | EUR | JAP | AUS | 0      | NC (33º) |

### 24 Horas de Le Mans[6]
| Ano  | Equipe                                       | Nº | Co-Pilotos                           | Chassi                             | Pneus | Classe | Voltas | Posição Geral | Posição Na Categoria |
| Ano  | Equipe                                       | Nº | Co-Pilotos                           | Motor                              | Pneus | Classe | Voltas | Posição Geral | Posição Na Categoria |
| ---- | -------------------------------------------- | -- | ------------------------------------ | ---------------------------------- | ----- | ------ | ------ | ------------- | -------------------- |
| 1989 | Brun Motorsport Alpha Racing Team            | 6  | Maurizio Sala Walter Lechner         | Porsche 962C                       | Y     | C1     | 58     | DNF           | DNF                  |
| 1989 | Brun Motorsport Alpha Racing Team            | 6  | Maurizio Sala Walter Lechner         | Porsche Type-935 3.0L Turbo Flat-6 | Y     | C1     | 58     | DNF           | DNF                  |
| 1990 | Toyota Team SARD                             | 38 | Pierre-Henri Raphanel Naoki Nagasaka | Toyota 90C-V                       | D     | C1     | 241    | DNF           | DNF                  |
| 1990 | Toyota Team SARD                             | 38 | Pierre-Henri Raphanel Naoki Nagasaka | Toyota R32V 3.2L Turbo V8          | D     | C1     | 241    | DNF           | DNF                  |
| 1991 | Team Salamin Primagaz Team Schuppan          | 52 | Eje Elgh Will Hoy                    | Porsche 962C                       | D     | C2     | 318    | DNF           | DNF                  |
| 1991 | Team Salamin Primagaz Team Schuppan          | 52 | Eje Elgh Will Hoy                    | Porsche Type-935 3.0L Turbo Flat-6 | D     | C2     | 318    | DNF           | DNF                  |
| 1992 | Toyota Team Tom's Kitz Racing Team with SARD | 34 | Bob Wollek Jean-Louis Ricci          | Toyota 92C                         | B     | C2     | 321    | 9º            | 2º                   |
| 1992 | Toyota Team Tom's Kitz Racing Team with SARD | 34 | Bob Wollek Jean-Louis Ricci          | Toyota R36V 3.6L Turbo V8          | B     | C2     | 321    | 9º            | 2º                   |
| 1993 | Y's Racing Team SARD Co. Ltd.                | 22 | Mauro Martini Naoki Nagasaka         | Toyota 93C-V                       | D     | C2     | 363    | 5º            | 1º                   |
| 1993 | Y's Racing Team SARD Co. Ltd.                | 22 | Mauro Martini Naoki Nagasaka         | Toyota R36V 3.6L Turbo V8          | D     | C2     | 363    | 5º            | 1º                   |

## Grandes prêmios de Fórmula 1
- Grande Prêmio do Brasil de 1994
- Grande Prêmio do Pacífico de 1994
- Grande Prêmio de San Marino de 1994